# Liste der Bodendenkmale in Stolk
In der Liste der Bodendenkmale in Stolk sind die Bodendenkmale der Gemeinde Stolk nach dem Stand der Bodendenkmalliste des Archäologischen Landesamts Schleswig-Holstein von 2016 aufgelistet.
| Denkmal-ID           | Befundart            | Bezeichnung                                              | Zeitstellung                 | Lage | Bemerkungen                                            | Bild |
| -------------------- | -------------------- | -------------------------------------------------------- | ---------------------------- | ---- | ------------------------------------------------------ | ---- |
| aKD-ALSH-Nr. 003 981 | Grabmal > Grabhügel  | Grabhügel                                                | Vor- und/oder Frühgeschichte |      |                                                        |      |
| aKD-ALSH-Nr. 003 982 | Grabmal > Kriegsgrab | Inschriftenstein/Grenzstein/Schalenstein „Schleppegrell“ | Neuzeit                      |      | Soldatengrab aus der Zeit der deutsch-dänischen Kriege |      |
| aKD-ALSH-Nr. 003 983 | Grabmal > Kriegsgrab | Soldatengrab „Soldatengrab von J. M. Kragh (1850)“       | Neuzeit                      |      | Soldatengrab aus der Zeit der deutsch-dänischen Kriege |      |